# Svartnäs socken
Svartnäs socken bildades 1924 genom en utbrytning ur Svärdsjö socken. Området motsvarade den kyrkliga annexförsamling Svartnäs församling. Det fanns dock aldrig någon egen borgerlig kommun i området. Svartnäs socken var en egen jordebokssocken, men jordregistret var gemensamt med Svärdsjö socken.

## Befolkningsutveckling
| Befolkningsutvecklingen i Svartnäs socken 1850–1990                                                                                     | Befolkningsutvecklingen i Svartnäs socken 1850–1990 | Befolkningsutvecklingen i Svartnäs socken 1850–1990 | Befolkningsutvecklingen i Svartnäs socken 1850–1990 | Befolkningsutvecklingen i Svartnäs socken 1850–1990 |
| --- | --------------------------------------------------- | --------------------------------------------------- | --------------------------------------------------- | --------------------------------------------------- |
| |                                                     |                                                     |                                                     |                                                     |
| År |                                                     |                                                     | Folkmängd                                           |                                                     |
| 1850 | 1850                                                |                                                     | 634                                                 |                                                     |
| 1860 | 1860                                                |                                                     | 727                                                 |                                                     |
| 1870 | 1870                                                |                                                     | 795                                                 |                                                     |
| 1880 | 1880                                                |                                                     | 728                                                 |                                                     |
| 1890 | 1890                                                |                                                     | 679                                                 |                                                     |
| 1900 | 1900                                                |                                                     | 545                                                 |                                                     |
| 1910 | 1910                                                |                                                     | 530                                                 |                                                     |
| 1920 | 1920                                                |                                                     | 456                                                 |                                                     |
| 1930 | 1930                                                |                                                     | 465                                                 |                                                     |
| 1940 | 1940                                                |                                                     | 410                                                 |                                                     |
| 1950 | 1950                                                |                                                     | 357                                                 |                                                     |
| 1960 | 1960                                                |                                                     | 340                                                 |                                                     |
| 1970 | 1970                                                |                                                     | 208                                                 |                                                     |
| 1980 | 1980                                                |                                                     | 139                                                 |                                                     |
| 1990 | 1990                                                |                                                     | 98                                                  |                                                     |
| Anm: Folkmängdssiffrorna 1860-1920 avser Svartnäs kapell. Källor: Tabellverkets arkiv, Demografiska databasen, CEDAR, Umeå universitet. |                                                     |                                                     |                                                     |                                                     |